# I-Man
I-Man (br:I-Man - O Homem Indestrutivel  pt: O Indestrutível) é um filme estadunidense, do ano de 1986, do gênero ficção científica, dirigido por Corey Allen.

## Enredo
Ao tentar socorrer o motorista de um veículo da NASA, que havia se acidentado, Jeff Wilder é exposto a ação de um gás que estava sendo transportado e vazou. A partir deste momento, ele se torna um homem indestrutível e, de motorista de taxi passa a ser I-Man, uma espécie de super-herói, encarregado de deter um louco que havia sequestrado veículos militares e ameaçava a todos com destruição.

## Elenco
| Nome                 | Personagem                 |
| -------------------- | -------------------------- |
| Scott Bakula         | Jeffrey Wilder             |
| Ellen Bry            | Karen McCorder             |
| Joey Cramer          | Eric Wilder                |
| John Bloom           | Harry Murphy               |
| Herschel Bernardi    | Art Bogosian               |
| John Anderson        | Holbrook                   |
| Dale Wilson          | Rudy                       |
| Cindy Higgins        | Allison                    |
| Charles Siegel       | Cabbie                     |
| Joseph Golland       | Homem calmo                |
| Ian Tracey           | Ladrão Jóvem               |
| Ted Stidder          | Dr. Allen                  |
| Campbell Lane        | General                    |
| Terry Moore          | Homem distinto             |
| Lillian Carlson      | Enfermeira                 |
| Roger Allford        | Agente ISA #1              |
| Anthony Harrison     | Guarda na cortina          |
| George Josef         | Guarda orientando trânsito |
| Don S. Davis         | Cirurgião                  |
| Rebeccah Bush        | Susan                      |
| Garwin Sanford       | Motorista da Van           |
| Doug Tuck            | Paramédico                 |
| Brian Arnold         | Newscaster                 |
| Raimund Stamm        | Norman                     |
| Jane MacDougall      | Enfermeira da estação      |
| Nicholas W. von Zill | Guarda lento               |
| Rob Morton           | Homem na barcaça           |
| Tattoo               | Nolan                      |

## Outros nomes do filme
| Nome                                  | Pais/Paises        |
| ------------------------------------- | ------------------ |
| El hombre indestructible              | Espanha            |
| I-Man                                 | Grécia             |
| I-Man - Die Kampfmaschine aus dem All | Alemanha Ocidental |
| Indestructible Man                    | Estados Unidos     |
| L'indestructible                      | França             |